# عسال الورد
عسال الورد (به عربی: عسال الورد) یک منطقهٔ مسکونی در سوریه است که در شهرستان یبرود واقع شده‌است.

## خصوصیات
عسال الورد ۵٬۸۱۲ نفر جمعیت دارد و ۱٬۸۵۰ متر بالاتر از سطح دریا واقع شده‌است.